# Carme Enguix Sifré
Maria del Carme Enguix Sifré (Alzira, anys 30-anys 90) va ser una mestra d'educació primària d'Alzira, Ribera Alta, on té un carrer dedicat a la seua persona.
Va destacar per la seua tasca docent als anys 60 i 70, arribant a ser directora del Col·legi Ana Sanchis d'Alzira, creat per l'empresari Lluís Suñer.
Va militar a Unitat del Poble Valencià des dels anys 80, sent regidora per este partit. En 1992 va participar, junt amb el PSPV-PSOE, en la moció de censura que va fer fora de l'alcaldia Francisco Blasco Castany, expulsat del partit socialista juntament amb el seu germà, el conseller Rafael Blasco. Després d'aquella votació, un grup de gent comandats per Consuelo Císcar va embrutar amb farina i ous als regidors que van votar a favor d'aquella moció, entre ells Mari Carmen.
Poc després, Carme Enguix moriria de càncer.